# Dipartimento di Bouna
Il dipartimento di Bouna è un dipartimento della Costa d'Avorio situato nella regione di Bounkani, distretto di Zanzan.
La popolazione censita nel 2014 era pari a 114.625 abitanti.
Il dipartimento è suddiviso nelle sottoprefetture di Bouko, Bouna, Ondéfidouo e Youndouo.